# Dictyna linzhiensis
Dictyna linzhiensis är en spindelart som beskrevs av Hu 200. Dictyna linzhiensis ingår i släktet Dictyna och familjen kardarspindlar. Inga underarter finns listade i Catalogue of Life.